# South Aulatsivik Island
South Aulatsivik Island is een onbewoond eiland dat deel uitmaakt van de Canadese provincie Newfoundland en Labrador. Het eiland bevindt zich in de Labradorzee en ligt vlak voor de kust van het schiereiland Labrador, nabij de gemeente Nain. Met een oppervlakte van 456 km² is South Aulatsivik Island het op een na grootste eiland van de provincie, na Newfoundland.

## Toponymie
Historisch noemden de Inuit van Labrador het eiland Aulatsivik. Hamilton verklaart dit uit de Inuittalen komend toponiem in zijn Place Names of Atlantic Canada (1997) als "plaats van dominantie". Dat zou een verwijzing zijn naar de hoogte waarmee het eiland uittorent ten aanzien van de zee. Die beschrijving verwijst voornamelijk naar de erg steile noordkust die tot de Kiglapait Mountains behoort.
Door de komst van Engelstalige Europeanen naar het gebied kwamen naast Aulatsivik ook de namen Aulatsivik Island of zelfs Newark Island in zwang. Tot in de vroege 20e eeuw waren de deze namen afwisselend in gebruik.
Begin jaren 1940 besliste de Amerikaanse overheid dat ze in officiële communicatie uitsluitend "South Aulatsivik Island" als naam voor het eiland zouden gebruiken. Toen in 1949 het Dominion Newfoundland toetrad tot Canada, bekrachtigde het Board on Geographic Names in Canada begin jaren 1950 deze beslissing. De prefix "South" kwam in de officiële benaming om zo het onderscheid te maken met een groot en tot dan toe eveneens Aulatsivik geheten eiland in het noorden van Labrador. Dat eiland ligt zo'n 340 km verder noordwestwaarts (nabij Cape Chidley) en kreeg officieel de naam North Aulatsivik Island toebedeeld.

## Geschiedenis

### Prehistorie

#### Maritiem-Archaïsche cultuur
Bij Ballybrack Hill, een heuvel aan de zuidoostkust van het eiland, ontdekte een team van archeologen in 1977 een grafsite. De zogenaamde Ballybrack Site bleek na later onderzoek in feite te bestaan uit twee in elkaars nabijheid gelegen grafheuvels. Ze stammen beide uit de Maritiem-Archaïsche cultuur en vallen ruwweg rond 5000 v.Chr. te dateren. Dit maakt de grafheuvels slechts enkele eeuwen jonger dan de in Zuid-Labrador gelegen Maritiem-Archaïsche Grafheuvel van L'Anse Amour (ca. 5500 v.Chr), de oudste grafheuvel van Amerika. Deze cultuur bestond uit sterk op zee gerichte jagers-verzamelaars. Het is volgens archeologen dan ook allerminst toeval dat de Ballybrack Site gelegen is op een locatie die goed per boot bereikbaar is en tegelijk een "indrukwekkend uitzicht" op de Labradorzee biedt.
De grafheuvels hebben een diameter van 4-5 m en bestaan uit opeengestapelde stenen. De onderliggende grafkuil was in beide gevallen kegelvormig en ongeveer een meter diep. Ze bevatten geen bewaard gebleven organisch materiaal meer, maar waren gevuld met zand en onderaan een laag verpoederde rode oker. Beide kuilen waren erg arm aan artefacten; opgeteld bevatten ze er slechts negen. Het betrof kleine schrapers waarvan het merendeel uit lokaal verkrijgbare hoornsteen bestond, al zijn er ook in niet lokaal verkrijgbare "Ramah-hoornsteen" en leisteen aangetroffen. In de nabijheid van "Mound 2" zijn sporen van een Maritiem-Archaïsche woningvloer en bijhorende werkplaats ontaard (inclusief een relatief grote hoeveelheid rode oker). Deze gebouwstructuur was slechts kort in gebruik en was moeilijk te dateren. Er bestaat een mogelijkheid dat ze in verband met de grafheuvels gezien kan worden.
Onderzoekers ontdekten midden de jaren 1980 bij Ballybrack Hill nog verschillende kleine archeologische sites die sporen van de Maritiem-Archaïsche cultuur bevatten. Deze archeologische sporen zijn volgens C14-datering tussen 6170 v.Chr. en 5470 v.Chr. (7770 ±350 BP) te plaatsen.

#### Groswatercultuur
Aan de centrale oostkust van South Aulatsivik Island bevindt zich een archeologische site van de Groswatercultuur, een Noord-Labradorse pre-Inuitcultuur uit het 1e millennium v.Chr. De site bevindt zich aan St. John's Harbour, het zeer smalle natuurlijke haventje dat Big Black Island in het zuiden van South Aulatsivik Island scheidt. Het betreft een woning met enkele elementen errond die tezamen een site van 20 à 30 m² vormen. De woonst was geschikt voor een groep van hoogstens tien mensen en was waarschijnlijk gedurende enkele eeuwen in gebruik – mogelijks als overwinteringsplaats. De uiterste C14-dateringen van twee verschillende koolstofsporen uit de site plaatsen deze tussen 800 v.Chr. en 125 v.Chr.
Onderzoeken in 1977, 1980 en 1984 naar deze site brachten opgeteld meer dan 2000 artefacten aan het licht. Het betrof onder meer 476 stenen werktuigen zoals speerpunten, messen, vuistbijlen en schrapers. Deze waren voor het overgrote deel gemaakt van grijze, zwarte, taankleurige of Ramah-hoornsteen. Daarnaast betrof het 27 door vuur gebarsten stenen, 1514 stenen afslagen en 134 stukken verbrijzelde steen.
Er werden twee naast elkaar gelegen dubbele rijen van "plaveisel" ontaard met aan beide uiteindes van het plaveisel afvalhopen. Ook was er een in de woonst gelegen haardzone met sporen van houtskool, slijpstenen en hoornsteen. In de noordwestelijke hoek van de site (buiten de woonst) bevond zich eveneens een 15 à 20 cm diepe haardkuil. Verschillende met blubber besmeurde rotsen wezen volgens archeologen op een lampfunctie. Rondom de woonst werden nog verschillende sporen van houtskool en as ontaard, evenals twee spikkels rode oker.

### Moderne geschiedenis
Rond de 15e eeuw arriveerden de eerste mensen uit de Thulecultuur, de voorouders van de Inuit, in Noord-Labrador. Kort erna begon de Europese kolonisatie van Noord-Amerika. De Inuit hielden het gebied grotendeels voor zichzelf tot de oprichting van verscheidene Moravische nederzettingen langsheen de kust in de late 18e eeuw. De seminomadische Inuit gebruikten South Aulatsivik Island op hun trektochten geregeld als jachtgebied. Stille getuigen hiervan zijn de inuksuit die her en der op het eiland te vinden zijn.
De Hudson's Bay Company richtte op het eiland begin 19e eeuw een zeehondenjachtpost op. De plaats stond bekend als Ungardlek en bevond zich aan de noordelijke oostkust nabij Green Cove, aan de voet van de 372 m hoge Backsight Hill (zie landkaart). Ungardlek deed als sealing station voornamelijk dienst als verwerkingsplaats voor de karkassen van de gedode zeehonden. Een getuigenis uit 1839 toont aan dat Esquimaux (Inuit) uit de missienederzetting Nain via hondenslee naar de plaats reisden om er zeehonden te gaan halen.
In de tweede helft van de 19e eeuw richtten Inuit in het zuiden van het eiland, aldus in de nabijheid van Nain, een nederzetting op. Het was toen niet ongebruikelijk voor Inuit om – al dan niet seizoensgebonden – nederzettingen op te richten in de nabijheid van een Moravische missiepost. Het betrof acht semi-ondergrondse gezinswoningen die door de Inuit enkel gebruikt werden om de wintermaanden door te brengen. Na enkele decennia was deze winternederzetting (bij archeologen bekend als South Aulatsivik 6) in onbruik geraakt en werden alle huizen grotendeels afgebroken. Op dezelfde plaats bouwde men aan het einde van de 19e eeuw een blokhut, al bleef ook die slechts kortstondig in gebruik.
De zeehondenjachtpost Ungardlek bleef daarentegen nog tot zeker in de jaren 1930 volop in werking. Nog tot midden de jaren 1960 vonden er in de wintermaanden beperkte activiteiten met betrekking tot de zeehondenjacht plaats. In de 21e eeuw zijn er vrijwel geen zichtbare sporen van Ungardlek meer overgebleven.
Ook na het verdwijnen van de laatste nederzetting zijn Inuit uit Nain het relatief nabijgelegen South Aulatsivik Island steeds blijven gebruiken als jacht- en visgebied.

## Geografie

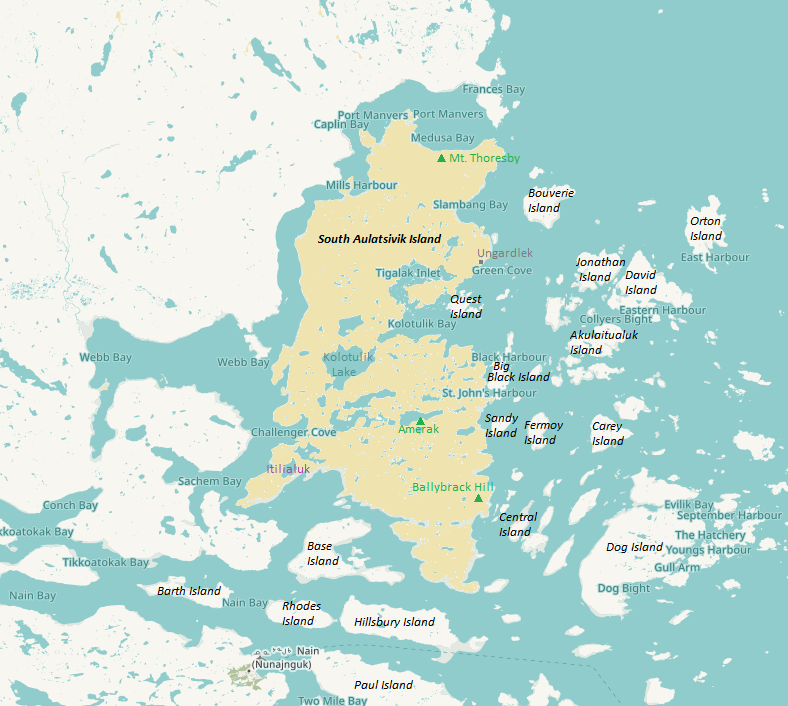
Kaart van South Aulatsivik Island en de rest van het noordelijke gedeelte van de Nainarchipel. In het zuidwesten is de gemeente Nain zichtbaar.

### Ligging
South Aulatsivik Island ligt in de Labradorzee, vlak voor de kust van het schiereiland Labrador, en behoort tot het autonoom gebied Nunatsiavut. Het maakt onderdeel uit van de noordelijke helft van de Nainarchipel, een archipel van honderden eilanden in de nabijheid van Nain. De voornamelijk door Inuit bewoonde gemeente Nain ligt 15 km ten zuidwesten van het eiland en is de meest nabijgelegen bewoonde plaats. De op een na meest nabijgelegen bewoonde plaats is het 80 km verder zuidwaarts gelegen Innureservaat Natuashish.
Het vasteland van de regio Labrador ligt in het westen vrijwel nergens meer dan 3 km van de kust van het eiland verwijderd. Zowel bij de kaap van het schiereiland Itilialuk als bij een punt in het noordwesten bedraagt de afstand tot het vasteland minder dan 500 m. In het oosten en zuiden kijkt het eiland uit over vele tientallen eilanden van de Nainarchipel.

### Omschrijving
Het eiland heeft langs zijn noord-zuidas een lengte van 40 km en heeft een maximale breedte van 19 km. Met een oppervlakte van 456 km² is het dubbel zo groot als het eiland Malta en vrijwel even groot als Andorra.
Het zeer bergachtige noordelijke derde deel van South Aulatsivik Island maakt deel uit van de Kiglapait Mountains, een van Labradors hoogste gebergtes. Het wordt gedomineerd door de 917 m hoge Mount Thoresby, een steile berg die meer dan 7 km breed is. Ten zuiden ervan liggen nog een paar naamloze tot de Kiglapait Mountains behorende bergtoppen die meer dan 600 m boven de zeespiegel reiken. Hoge heuveltoppen in het gebied ten zuiden van Mount Thoresby die een officiële naam dragen zijn onder andere Mist Hill (+500 m) en Backsight Hill (372 m).
Het centrale en zuidelijke gedeelte van het eiland zijn in vergelijking met het noorden eerder heuvelachtig te noemen; de hoogste heuvels reiken er veelal niet meer dan 250 m hoog. Het centrale derde van het eiland laat zich kenmerken door enkele beboste dalen en door zeven relatief grote meren, met daarnaast nog vele tientallen kleinere meertjes en poelen. Het 9,4 km² metende Kolotulik Lake, dat zich net ten westen van Kolotulik Bay bevindt, is bij verre het grootste meer van South Aulatsivik Island. Een steile en in het landschap erg opvallende rotswand is de aan een meeroever gelegen Amerak (332 m). Het zuidelijke derde deel van het eiland heeft een heuvellandschap gelijkaardig aan dat van het centrale gedeelte, al bevinden er zich in het zuiden geen noemenswaardige meren of bebossing.

#### Noordkust

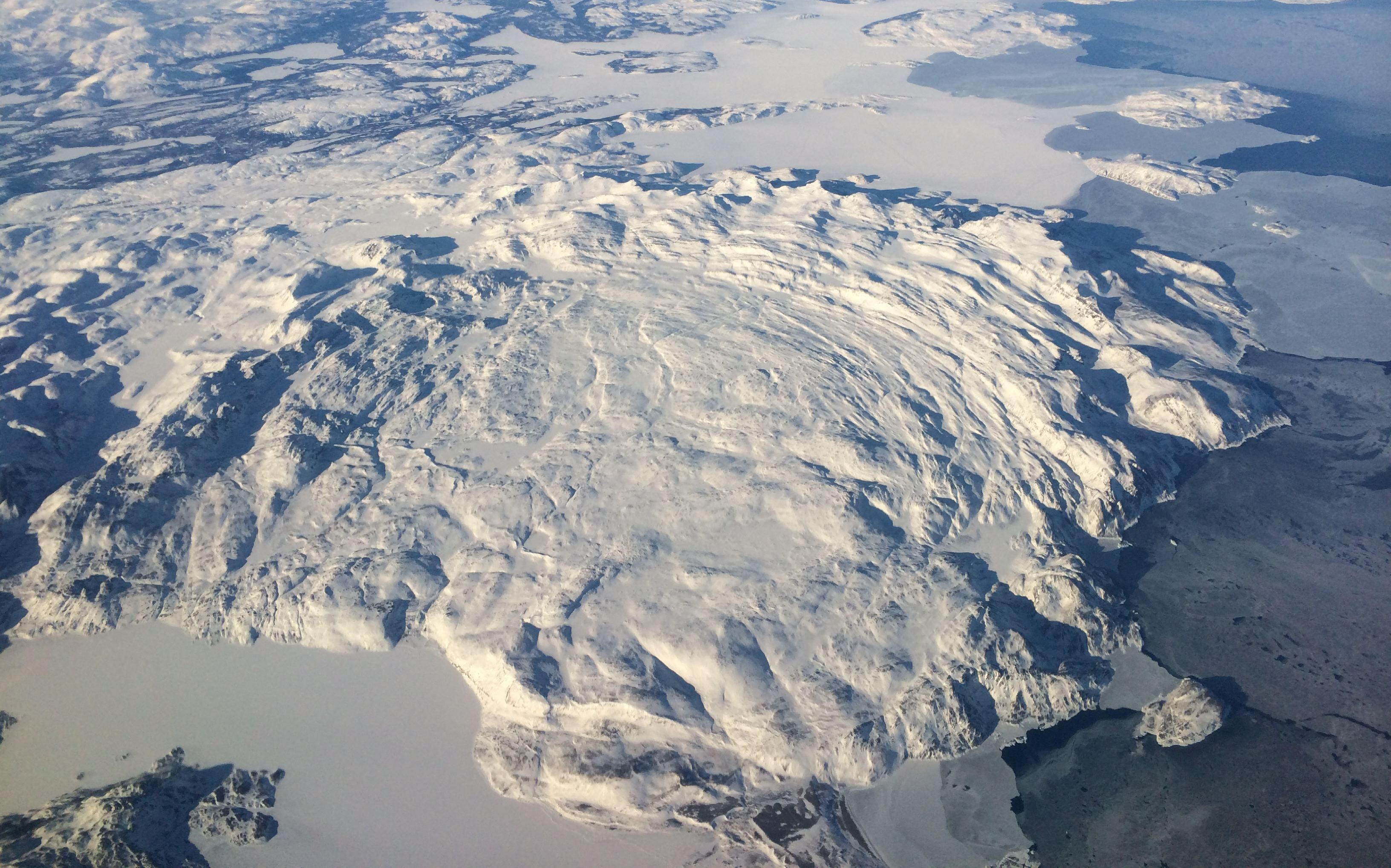
Westwaarts gericht luchtbeeld van het vastelandsgedeelte van de Kiglapait Mountains met linksonder de dichtgevroren Port Manvers. In de linkerbenedenhoek ligt Partridge Point, het noordelijkste punt van South Aulatsivik Island

In het noorden wordt het eiland van Labrador gescheiden door Port Manvers. Deze grote natuurlijke haven met bijzonder helder water geeft in het oosten via een 1 km breed zeegat uit in de open wateren van de Labradorzee, net voorbij de noordrand van de Nainarchipel. Aan zuidelijke zijde heeft Port Manvers twee grote zijbaaien: Medusa Bay in het zuidoosten en Caplin Bay in het zuidwesten. Deze twee zijbaaien worden door elkaar gescheiden door het schiereilandje van Partridge Point, de noordelijke kaap van het eiland.
Het hoogste punt van het eiland is de 917 m hoge en erg prominente Mount Thoresby, waarvan de steile voet reikt tot aan de oevers van Medusa Bay. De steile klif aan noordoostelijke uiteinde van de berg staat bekend als Medusa Bluff.

#### Westkust
Zo'n twaalftal kilometer voorbij het voormelde oostelijke zeegat, bij Hare Point aan het einde van Caplin Bay, draait het water naar het zuiden toe. Vanaf dat noordelijke beginpunt van de westkust wordt afstand tussen South Aulatsivik Island en het vasteland plots veel kleiner. De smalle doorgang bij Hare Point staat er bekend als het Pierrepont Canal. Vanaf daar gaat het water zo'n 19 km onafgebroken zuidwaarts doorheen een smalle fjordachtige zeestraat die bekend staat als Port Manvers Run. Deze waterweg, die South Aulatsivik Island van het Canadese vasteland scheidt, is gemiddeld slechts 1 à 2 km breed (met bij Second Rattle een minimale breedte van 450 m). Langs weerszijden bevinden zich bergen die tot 600 meter boven het wateroppervlak uittorenen.

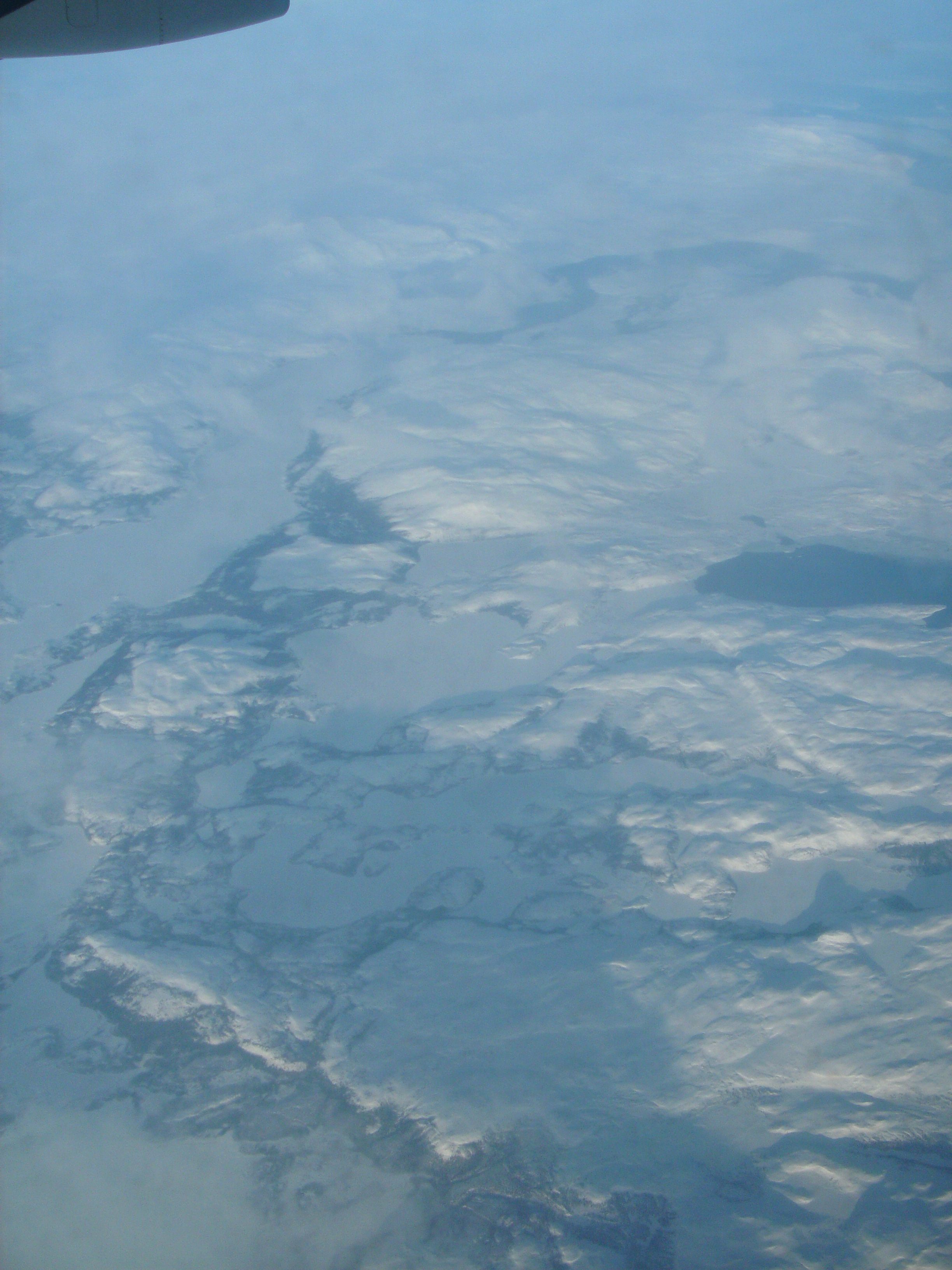
Noordwaarts gericht winters luchtbeeld van South Aulatsivik Island. Centraal ligt Kolotulik Lake met rechts ervan het gedeeltelijk ijsvrije westen van Kolotulik Bay. Port Manvers Run loopt van links richting rechtsboven en geeft in de achtergrond uit in de gedeeltelijk ijsvrije Port Manvers (met Mount Thoresby uiterst rechts).

Halverwege de westkust van South Aulatsivik Island bereikt Port Manvers Run zijn eindpunt bij Igloo Island, alwaar de waterweg uitgeeft in Webb Bay. Daar begint het iets minder bergachtige centrale derde deel van het eiland. Webb Bay is tevens de plaats waar South Aulatsivik Island het verst verwijderd ligt van het vasteland, met een maximale afstand van bijna 5 km. Webb Point, dat 6 km ten zuiden van Igloo Island ligt, is het zuidelijkste punt van Webb Bay.
Tegenover Webb Point ligt Challenger Cove, een inham die meer dan 3 km ver in het eiland snijdt. Deze inham vormt gedeeltelijk de noordwestelijke kustzijde van Itilialuk, het grote zuidwestelijke schiereiland van South Aulatsivik Island. Dit driehoekige schiereiland reikt 9 km naar het zuidwesten toe, tot aan de rand van Sachem Bay. Bij Rattle Point, de kaap van Itilialuk, bevindt zich iets minder dan 500 meter aan zeewater tussen Labrador en South Aulatsivik Island.

#### Zuidkust
De versmalling van Rattle Point, First Rattle genaamd, is het punt waar de westkust van South Aulatsivik Island overloopt in de zuidkust. De kust loopt vanaf Rattle Point zo'n 9 km in noordoostelijke richting langs de zuidzijde van Itilialuk. Daarna gaat de kust zo'n 7 km in zuidoostelijke richting om erna nog 6 km zuidzuidoostwaarts te gaan. Dat gedeelte van de kust kijkt uit over Base Island, een van de relatief grote eilanden tussen South Aulatsivik Island en Nain. Het meest zuidelijke gedeelte van South Aulatsivik Island grenst aan Harmony Run, een zeestraat tussen dat eiland en Hillsbury Island. Het zuidelijkste punt van het eiland wordt gekenmerkt door de ruim 60 meter hoge heuvel Needles Knoll.

#### Oostkust
De zuidelijkste 20 km van de oostkust zijn relatief recht, zij het met de nodige kleine inhammen. Vlak voor de die zuidelijke oostkust liggen meerdere eilanden, waaronder Central Island, Sandy Island en Big Black Island. Vooral dat laatste eiland ligt erg dicht bij de kust. De afstand tussen beide eilanden bedraagt op verschillende plaatsen slechts enkele tientallen meters en is bij de laagwaterstand van springtij te voet over te steken.
Net ten noordwesten van Big Black Island bevindt zich Kolotulik Bay, een baai die 7 km ver in het centrale gedeelte van South Aulatsivik Island snijdt. In de noordwestelijke hoek van die baai bevindt zich de toegang tot Tigalak Inlet. Die zee-inham gaat eerst 2 km noordwestwaarts, daarna 3 km noordoostwaarts en uiteindelijk nog 2 km oostwaarts. Bij de noordoostelijke hoek van Kolotulik Bay bevindt zich het relatief grote Quest Island (2,7 km²), dat bij laagtij via een rotsenrichel met South Aulatsivik Island verbonden is.
Voorbij Quest Island gaat de kust van South Aulatsivik Island nog zo'n 5 km noordoostwaarts. Daarna snijdt de noordelijkere Slambang Bay geleidelijk aan tot wel 2,5 km ver in de kust van het eiland. Slambang Bay, dat op dezelfde breedtegraad als Bouverie Island ligt, is in tegenstelling tot Kolotulik Bay erg regelmatig gevormd zonder inhammen of zijtakken. De baai ligt aan het oostelijke uiteinde van het op South Aulatsivik Island gelegen deel van de Kiglapait Mountains, in het uiterste noordoosten van het eiland.

## Geologie
In het zuiden en zuidoosten van South Aulatsivik Island bevindt zich de Newark Island-intrusie, een troctolitische intrusie met gesteente uit het Mesoproterozoïcum. Deze intrusie wordt geïnterpreteerd als de lagere mafische sectie van een composiete magmakamer, waarin deze bedekt is door tussenliggende dioritische rotsen en graniet.
In het centrale oostelijke gedeelte van South Aulatsivik Island bevindt zich de overwegend dioritische Tigalak-intrusie. In de zuidelijke helft van deze intrusie komt tussen het dioritisch en gabbroïsch gesteente kwartsmonzoniet voor. In het noorden bevindt zich de Kiglapait-intrusie, waar onder meer olivijne gabbro en troctoliet voorkomen. In het noordwesten bevindt zich voorts een uitloper van de Hettasch-intrusie, een meer mafische variant van de massieve anorthosieten uit de regio. Een daarvan is het Port Manvers Run-anorthosiet. Vrijwel al de rest van het eiland maakt er deel van uit, namelijk vrijwel het volledige westelijke gedeelte en enkele delen van zowel het noorden als het oosten.
Op het vasteland ten westen van het eiland bevindt zich de boogvormige Satorsoakulluk-dike, een ongeveer 15 km lange dike bestaande uit ferrodioriet. Er zijn aanwijzingen dat deze dike strekt tot net aan de westkust van South Aulatsivik Island, al is verder geologisch onderzoek nodig ter bevestiging.
Op South Aulatsivik Island komt het mineraal molybdeniet voor in dunne lenzen van gabbro en in kleine dikes van pegmatiet of apliet. Het betreft economisch oninteressante hoeveelheden. In de omgeving van de oostelijk gelegen Green Cove, onderdeel van het Port Manvers Run-anorthosiet, is daarenboven in beperkte mate het mineraal labradoriet vindbaar.

## Klimaat
Hoewel South Aulatsivik Island op dezelfde breedtegraad als Zuid-Scandinavië ligt, zorgt de Labradorstroom ervoor dat het klimaat er aanzienlijk kouder is. Er heerst op het eiland een subarctisch klimaat (Dfc), namelijk een landklimaat dat gekenmerkt wordt door zeer koude en lange winters en korte maar relatief warme zomers, zonder aanzienlijke neerslagverschillen tussen de seizoenen.
Omdat de omliggende regio vrijwel constant onder invloed van de IJslanddepressie staat, vallen er uitzonderlijk grote hoeveelheden neerslag voor een laaggelegen gebied dat zo'n koude temperaturen kent. Iedere winter valt er dan ook 5 meter sneeuw. In de loop van de maand november vriest het water rond het eiland jaarlijks dicht, waardoor South Aulatsivik Island als het ware met het vasteland en omliggende eilanden verbonden wordt. Meestal is de grote hoeveelheid zee-ijs pas begin juli volledig verdwenen.
| Maand                                | jan   | feb   | mrt   | apr   | mei   | jun  | jul  | aug  | sep  | okt   | nov   | dec   | Jaar  |
| ------------------------------------ | ----- | ----- | ----- | ----- | ----- | ---- | ---- | ---- | ---- | ----- | ----- | ----- | ----- |
| Hoogste maximum (°C)                 | 10,5  | 7,6   | 12,1  | 14,5  | 25,6  | 33,3 | 33,3 | 32,7 | 26,1 | 19,4  | 11,7  | 6,7   | 33,3  |
| Gemiddeld maximum (°C)               | −13,5 | −13,0 | −7,5  | 0,0   | 5,6   | 11,0 | 14,9 | 15,8 | 11,5 | 5,1   | −1,3  | −8,1  | 1,7   |
| Gemiddelde temperatuur (°C)          | −17,6 | −17,4 | −12,5 | −4,6  | 1,5   | 6,4  | 10,1 | 11,0 | 7,5  | 2,1   | −4,4  | −11,8 | −2,5  |
| Gemiddeld minimum (°C)               | −21,6 | −21,8 | −17,4 | −9,1  | −2,5  | 1,8  | 5,3  | 6,1  | 3,4  | −1,0  | −7,5  | −15,4 | −6,6  |
| Laagste minimum (°C)                 | −39,4 | −38,3 | −37,0 | −31,1 | −17,5 | −6,7 | −2,8 | −2,8 | −6,7 | −19,0 | −24,4 | −41,5 | −41,5 |
|                                      |       |       |       |       |       |      |      |      |      |       |       |       |       |
| Neerslag (mm)                        | 83,8  | 70,9  | 73,6  | 71,1  | 57,0  | 83,4 | 98,6 | 71,5 | 81,9 | 74,2  | 77,6  | 81,9  | 925,5 |
| Regendagen (dag)                     | 14,1  | 12,0  | 13,1  | 13,7  | 13,0  | 15,0 | 16,0 | 15,4 | 15,4 | 14,6  | 13,8  | 14,1  | 170,2 |
| Bron: Environment Canada (1981-2010) |       |       |       |       |       |      |      |      |      |       |       |       |       |

## Fauna

### Vogels
In de zomer komen verschillende zeevogelsoorten voor op South Aulatsivik Island die de wijde regio gebruiken als broedgebied. Het betreft voornamelijk de Amerikaanse zwarte eend en de Canadese gans en in mindere mate de middelste zaagbek en de pijlstaart. Een gebruikelijke passant in die periode is de sneeuwgans.
De moerassneeuwhoen, met name de ondersoort Lagopus lagopus ungavus, is een fazantachtige vogel die het jaar rond op South Aulatsivik Island leeft.

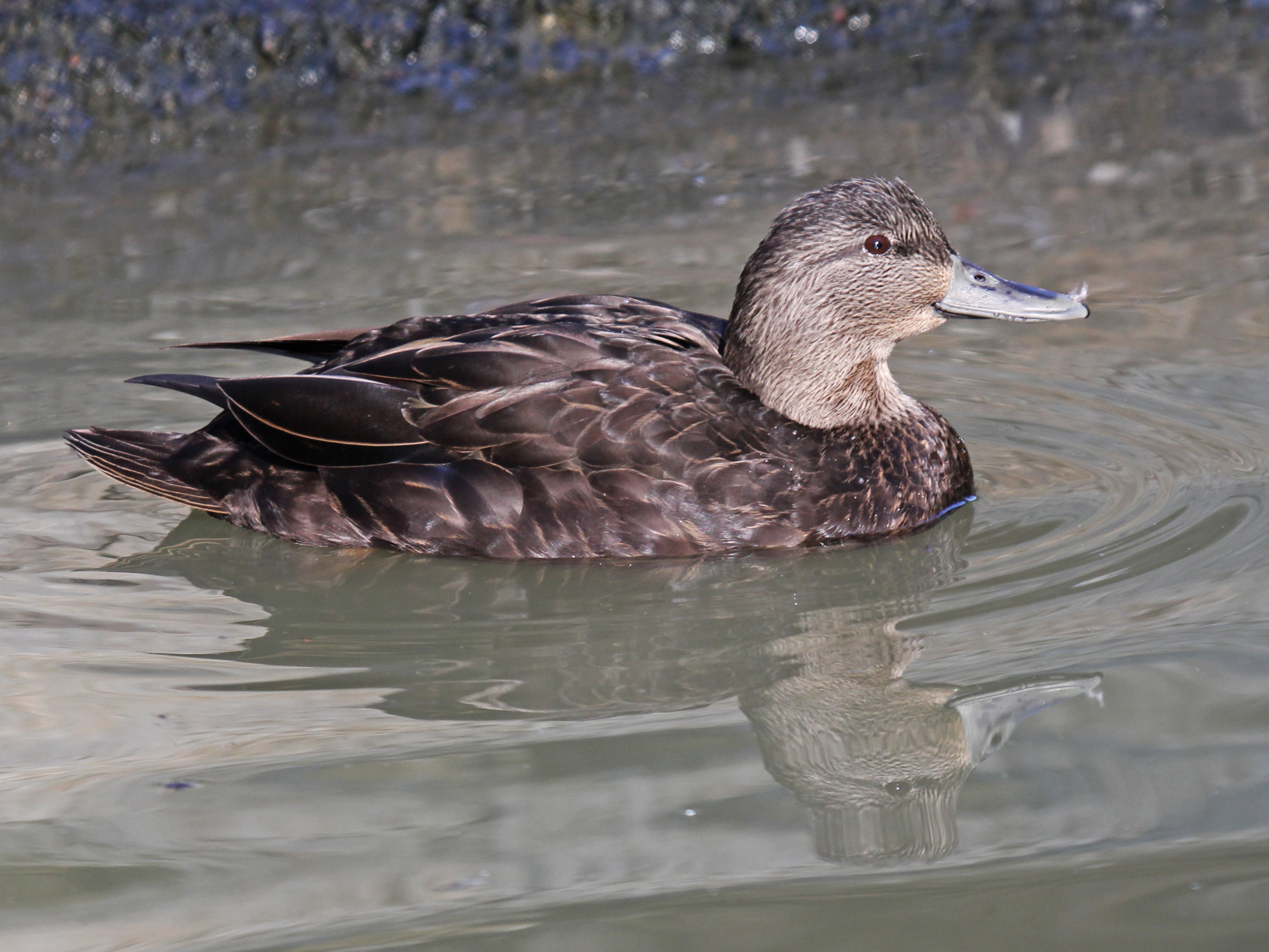
Een vrouwelijke Amerikaanse zwarte eend
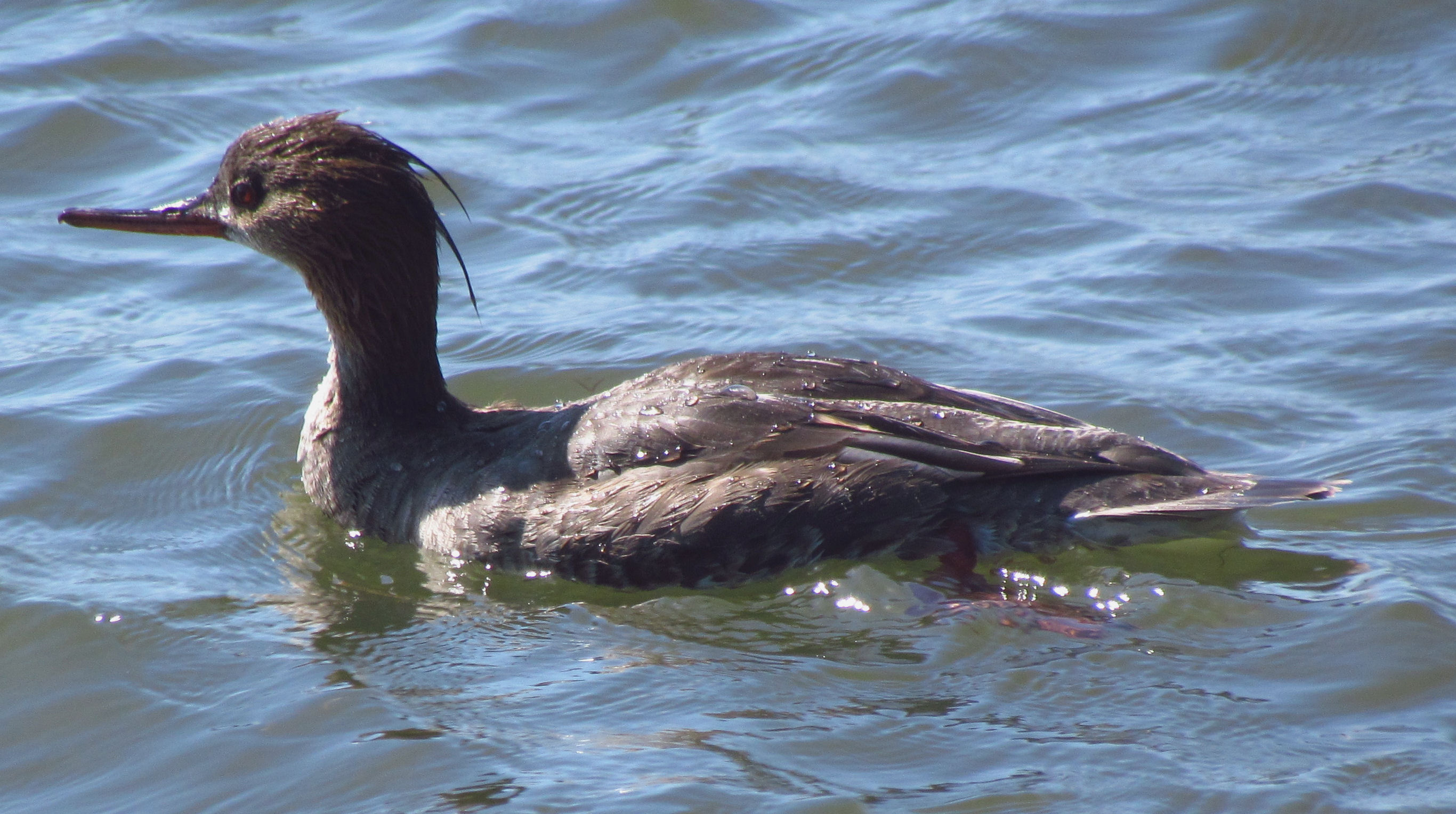
Een kuiken van de middelste zaagbek
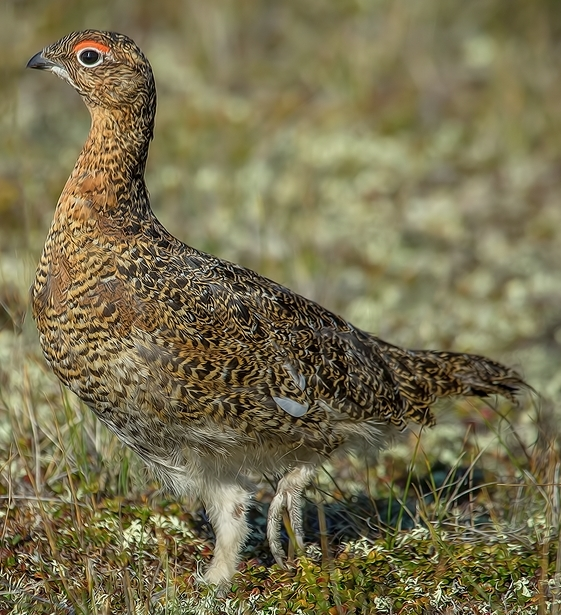
Een moerassneeuwhoen (ondersoort L. l. ungavus) in haar zomerverenkleed

### Zoogdieren
South Aulatsivik Island bevindt zich in een gebied waar in de koude maanden ijsberen voorkomen. In de herfst gebruiken verschillende zwangere ijsberen het eiland als locatie voor het hol waarin ze hun jongen werpen. De jonge ijsberen spenderen er tezamen met hun moeder hun eerste levensmaanden (tot in de lente).
Roedels wolven gebruiken het uitgestrekte eiland om te jagen op de grote kuddes kariboe die er rondtrekken. Een ander op het eiland vindbaar roofdier is de Canadese lynx. De veelvoorkomende Amerikaanse haas en poolhaas zijn geliefde prooidieren voor de lynx. Andere grote zoogdieren die er voorkomen zijn de zwarte beer en de poolvos, met daarnaast verschillende zeehondensoorten (waaronder ringelrobben) die de oevers van en de wateren rond South Aulatsivik Island gebruiken.

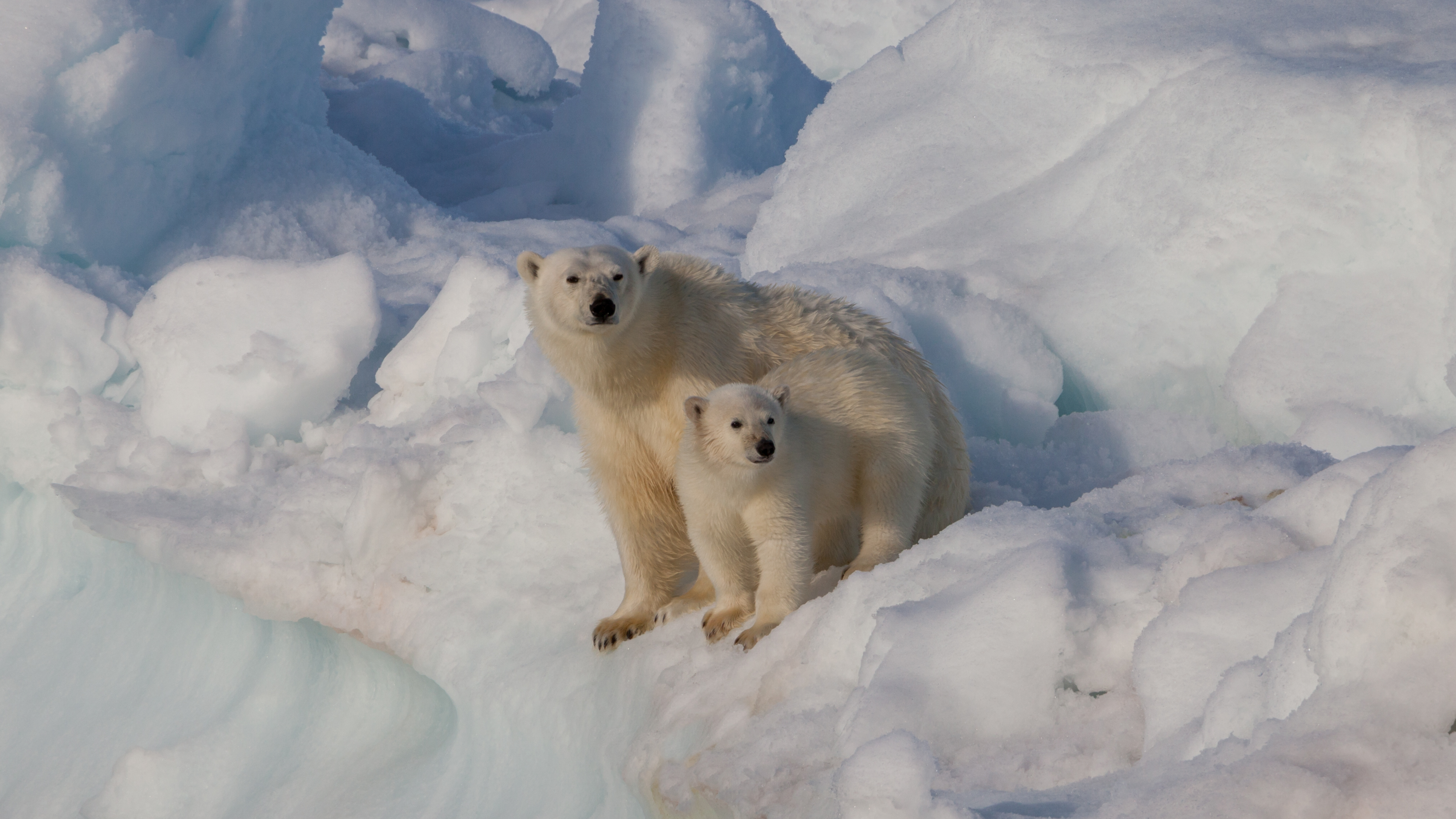
Een moederijsbeer met haar jong
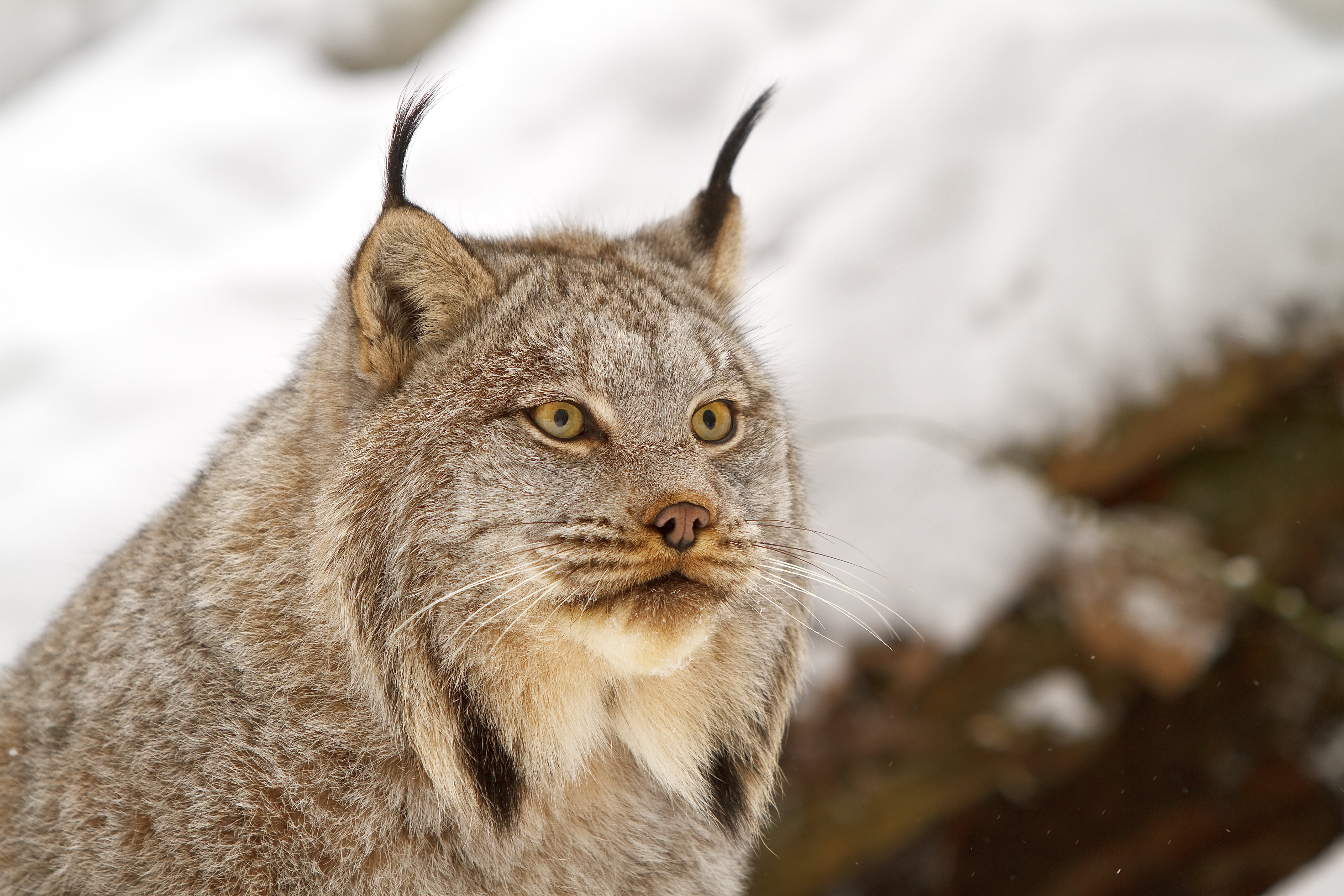
Close-up van een Canadese lynx
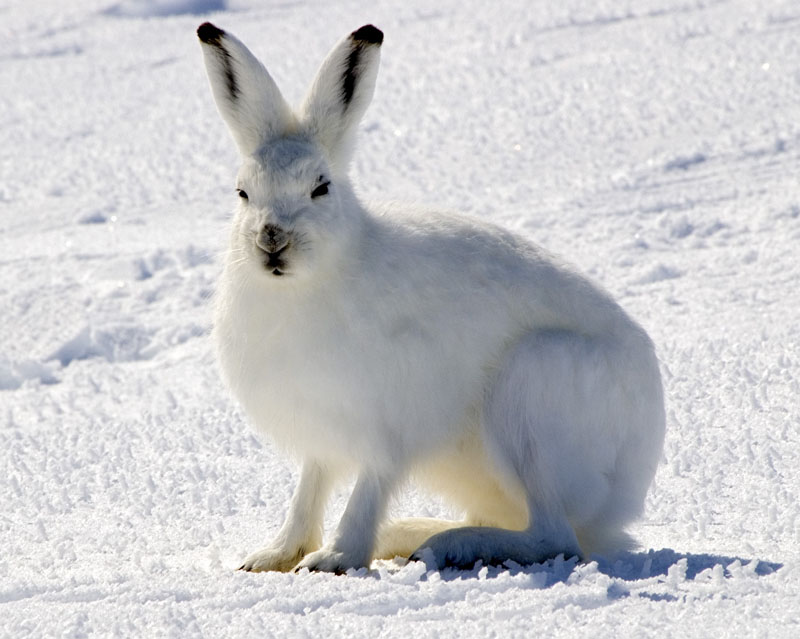
De op het eiland veel voorkomende poolhaas in zijn wintervacht

### Vissen en weekdieren
Trekzalmen gebruiken de beekjes en meren van South Aulatsivik Island om te paaien. Een bij de kust veelvoorkomende vis is de lodde. De wateren rond het eiland staan bekend als het meest noordelijke punt van het verspreidingsgebied van zowel de Amerikaanse elft als de Atlantische steur.
In de wateren rond Nain wordt commercieel gevist naar de mantelschelp Chlamys islandica. Aan de noordwestelijke zijde van het schiereiland Itilialuk komen deze schelpen in commercieel interessante hoeveelheden voor, net zoals in Harmony Run net ten zuiden van het eiland.

## Flora
Op het eiland komen onder meer de kleine vleesetende bloemplant Pinguicula villosa, de groenblijvende heester Kalmia polifolia en het kartelblad Pedicularis groenlandica voor. Ook groeien er korstmossen uit het geslacht Cladonia, een belangrijke voedingsbron voor kariboe.
De klimatologische omstandigheden zorgen er in combinatie met de rotsachtige bodem voor dat het merendeel van het eiland voorbij de boomgrens ligt. Aan de westkust, bij enkele inhammen en in enkele lagergelegen dalen van het binnenland, daar waar heuvels en bergen veel weer en wind komend van zee afschermen, groeien wel naaldbomen. Bomen die op South Aulatsivik Island voorkomen zijn dan ook klein en hebben dunne jaarringen.
Vooral langs de kusten zijn er her en der veengronden waar struiken met eetbare bessen groeien. Bakeapple Bay, een zuidelijke inham van Kolotulik Bay, werd zo genoemd om degenen die in de nazomer voorbij varen eraan te herinneren dat er in moerassen aan de kust een overvloed aan rijpe kruipbraambessen wachtte.
Langs de kust van South Aulatsivik Island groeien grote hoeveelheden groot zeegras. Deze planten zijn een lekkernij voor de ganzen die er in de zomer verblijven. Verschillende soorten koraalachtige roodwieren komen eveneens voor in de wateren rond het eiland.

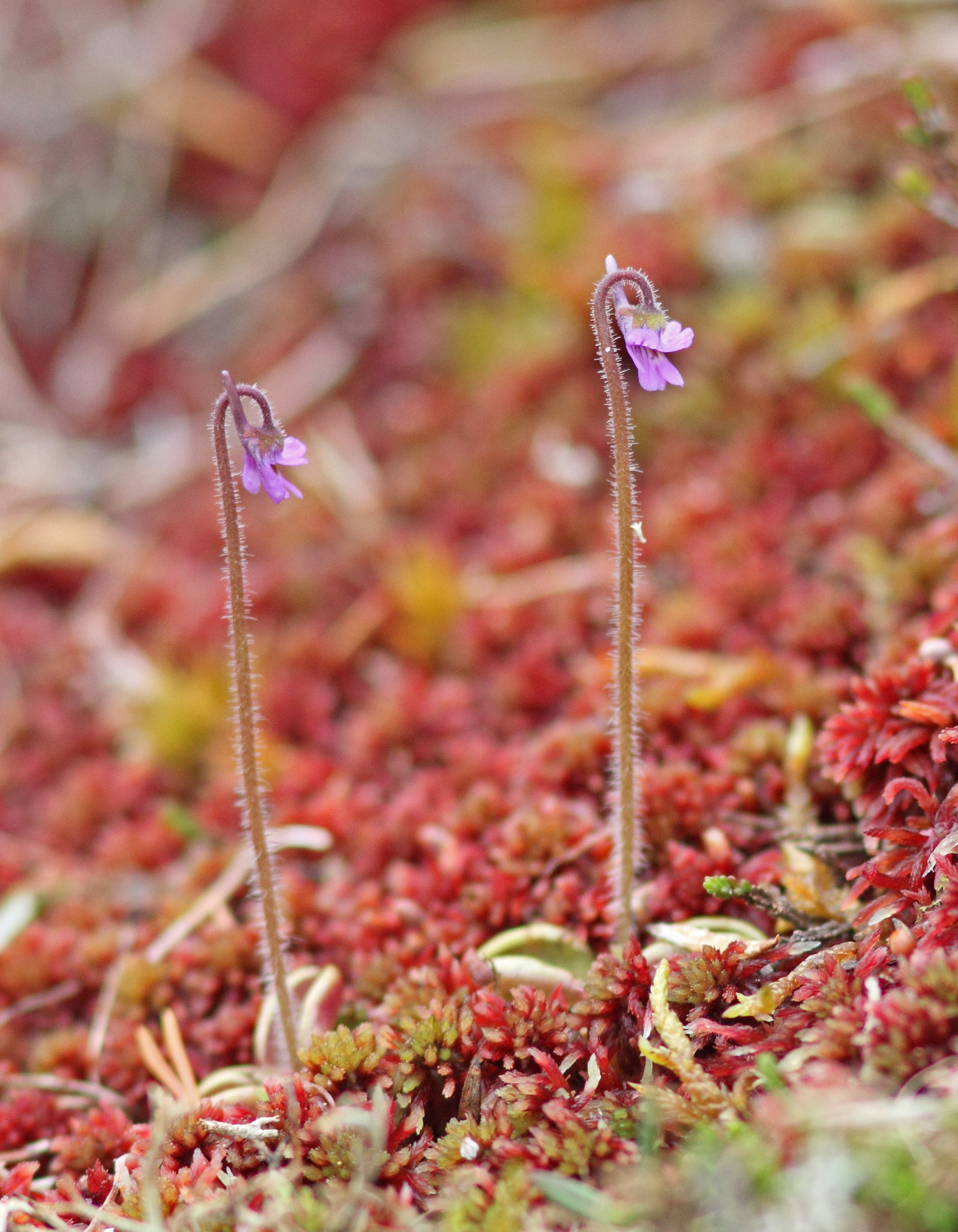
Twee exemplaren van de kleine vleesetende plant Pinguicula villosa
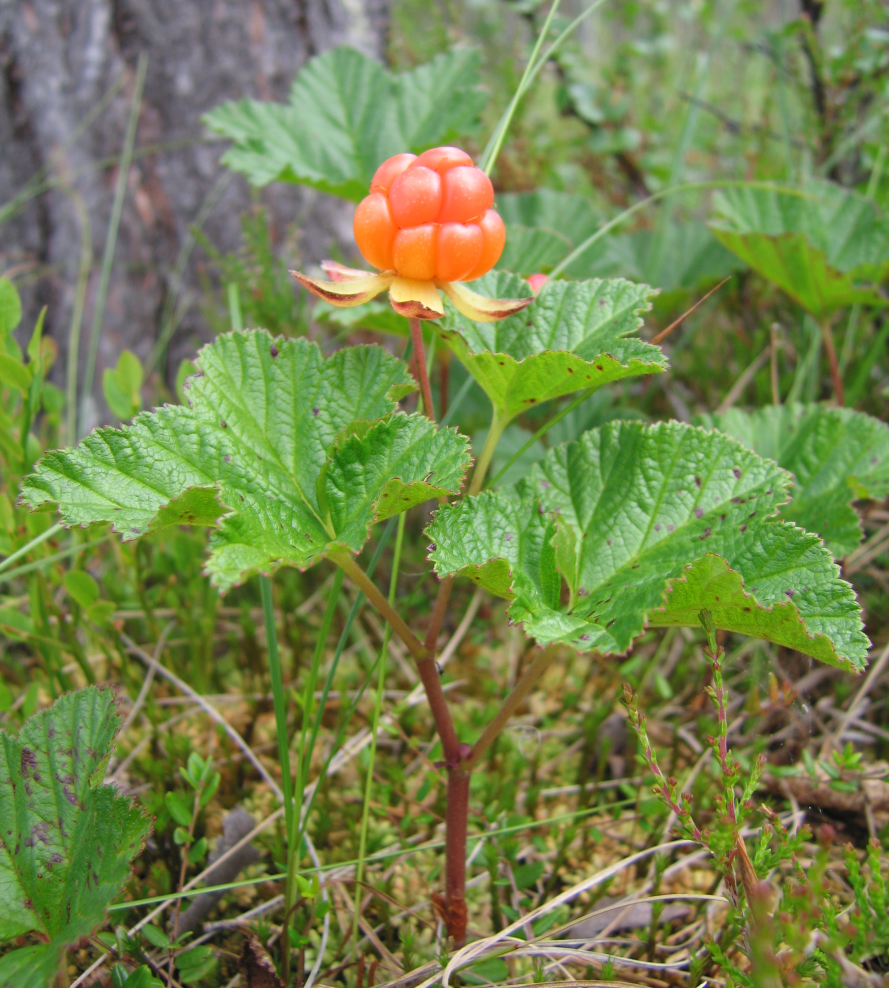
De op het eiland voorkomende kruipbraam die in de nazomer eetbare bessen draagt
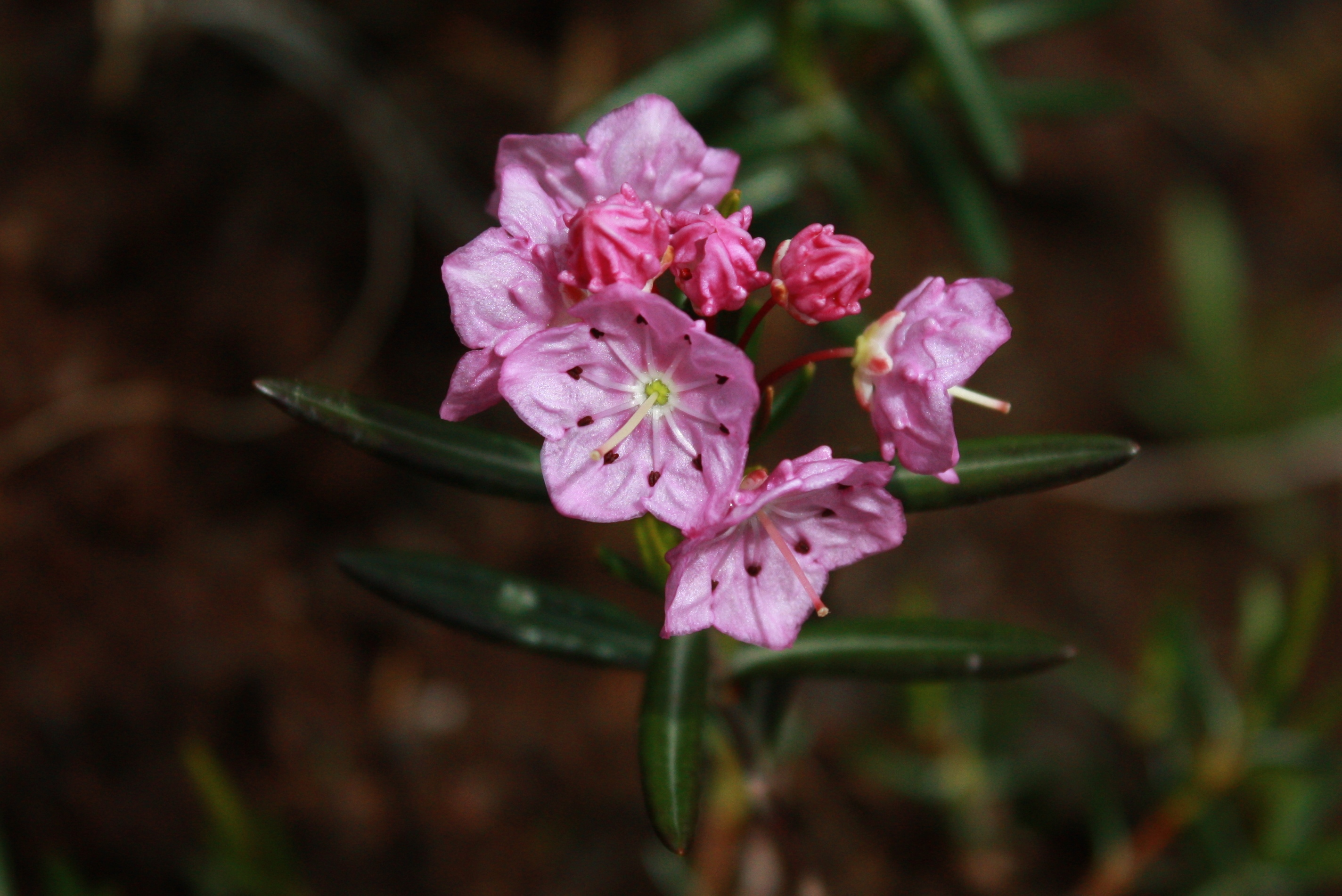
Alle delen van de heester Kalmia polifolia zijn giftig voor mens en dier